# Petit Cay
Petit Cay är en ö i Bahamas. Den ligger i distriktet Berry Islands District, i den nordvästra delen av landet, 90 km nordväst om huvudstaden Nassau.